# Cuidarte el alma
"Cuidarte el alma" es otra exitosa canción interpretada por el artista puertorriqueño-estadounidense Chayanne, tomado de su décimo álbum de estudio Sincero (2003). La canción está escrita por el cantautor chileno Cristian Zalles y coescrita por Marc Durandeau y producida por Luis Fernando Ochoa. Se lanzó como el tercer sencillo del álbum el 20 de octubre de 2003 bajo el sello discográfico Sony Discos.

## Lista de canciones

### Descarga digital[4]
| Cuidarte el alma — Single |                    |          |  |
| N.º                       | Título             | Duración |  |
| 1.                        | «Cuidarte el alma» | 4:13     |  |

## Posicionamiento en listas
| Listas (2003-2004)               | Máxima posición |
| -------------------------------- | --------------- |
| Latinoamérica Top 100            | 36              |
| U.S. Billboard Hot Latin Tracks  | 1               |
| U.S. Billboard Latin Airplay     | 1               |
| U.S. Billboard Latin Pop Airplay | 1               |

### Sucesión en las listas
| Predecesor: Me cansé de ti de Obie Bermúdez | U.S. Billboard Hot Latin Tracks — Sencillo N°. 1 31 de enero de 2004 - 20 de febrero de 2004 | Sucesor: Te quise tanto de Paulina Rubio |

| Predecesor: Mientes tan bien de Sin Bandera | U.S. Billboard Latin Pop Airplay — Sencillo N°. 1 31 de enero de 2004 - 20 de febrero de 2004 | Sucesor: Te quise tanto de Paulina Rubio |